# Tabanus angustistriatus
Tabanus angustistriatus är en tvåvingeart som beskrevs av Schuurmans Stekhoven 1926. Tabanus angustistriatus ingår i släktet Tabanus och familjen bromsar. Inga underarter finns listade i Catalogue of Life.